# Gymnastik og Sport
Gymnastik og Sport er en dansk dokumentarisk stumfilm fra 1916 med ukendt instruktør.

## Handling
Denne artikel mangler et handlingsreferat. Hjælp os med at skrive det.